# Francesco Foggia
Francesco Foggia (ur. 1604 w Rzymie, zm. 8 lub 18 stycznia 1688 tamże) – włoski kompozytor.

## Życiorys
Był uczniem Antonio Cifry, Paolo Agostiniego i Giovanniego Bernardina Nanina. Działał w Kolonii, Monachium i przypuszczalnie w Bonn, następnie na dworze arcyksięcia austriackiego Leopolda. Po powrocie do Włoch był kapelmistrzem w kościołach w Narni i Montefiascone, a później w Rzymie w kościołach Santa Maria in Aquiro i Santa Maria in Trastevere, bazylice św. Jana na Lateranie (1639–1661), bazylice św. Wawrzyńca „in Damaso” (od 1661) i bazylice Santa Maria Maggiore (od 1677).

## Twórczość
Twórczość Foggii należy do okresu przełomu między renesansem i barokiem. Obejmuje kompozycje utrzymane w technice polifonicznej, utwory o elementach koncertujących oraz jedne z najwcześniejszych monodii religijnych z basso continuo. Skomponował m.in. msze a cappella oraz z udziałem organów, oratoria David fugiens a facie Saul i San Giovanni Battista, litanie, motety.